# کریستین گروس
کریستین گروس (انگلیسی: Christian Gross؛ زادهٔ ۱۴ اوت ۱۹۵۴) بازیکن سابق و مربی کنونی فوتبال اهل سوئیس است. وی هم اکنون هدایت باشگاه ورزشی زمالک را برعهده دارد.
گروس سابقه هدایت باشگاه‌هایی چون تاتنهام هاتسپر و اشتوتگارت را در کارنامه خود دارد همچنین از باشگاه‌هایی که در آن بازی کرده‌است می‌توان به گراس‌هاپر زوریخ، لوگانو و بوخوم اشاره کرد.

## افتخارات

### باشگاهی
گراس‌هاپر زوریخ
- جام حذفی فوتبال سوئیس: ۱۹۹۳–۹۴
- سوپر لیگ فوتبال سوئیس: ۱۹۹۴–۹۵ , ۱۹۹۵–۹۶

بازل
- جام حذفی فوتبال سوئیس: ۲۰۰۱–۰۲، ۲۰۰۲–۰۳ , ۲۰۰۶–۰۷ , ۲۰۰۷–۰۸
- سوپر لیگ فوتبال سوئیس: ۲۰۰۱–۰۲، ۲۰۰۳–۰۴، ۲۰۰۴–۰۵، ۲۰۰۷–۰۸

الاهلی
- جام ولیعهد عربستان سعودی: ۲۰۱۴–۱۵
- لیگ حرفه‌ای فوتبال عربستان: ۲۰۱۵–۱۶
- جام پادشاهی عربستان سعودی:۲۰۱۶

### فردی
- سوپر لیگ فوتبال سوئیس مربی سال: ۲۰۰۸
- لیگ حرفه‌ای فوتبال عربستان: مربی سال: ۲۰۱۵